# Parque nacional Yungaburra

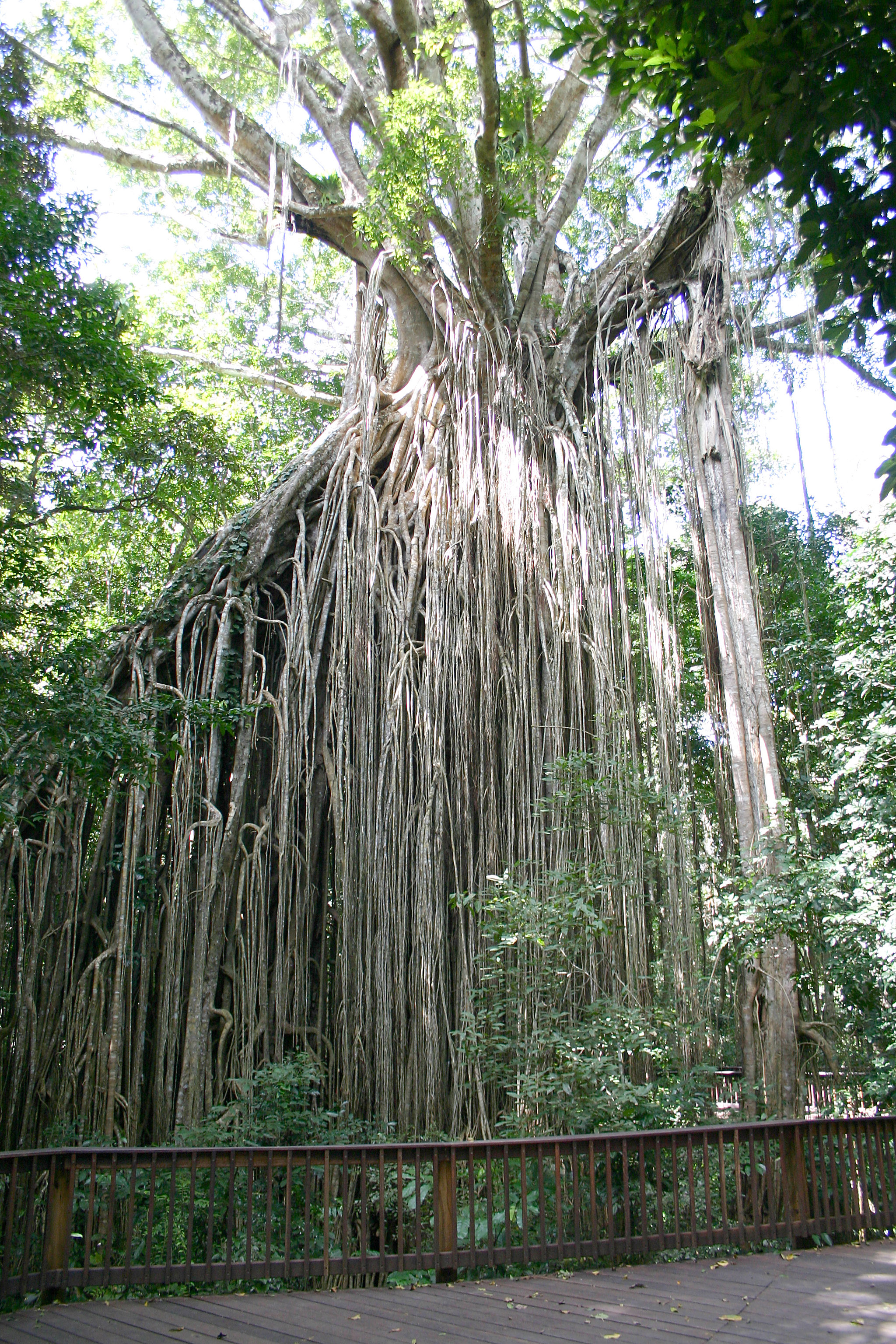
Higuera de cortina en el Parque Yungaburra, Queensland, Australia.

Yungaburra es un parque nacional en Queensland (Australia), ubicado a 1366 km al noroeste de Brisbane.

## Datos
- Área: 50.000 m²
- Coordenadas: 17°17′16″S 145°34′15″E / -17.28778, 145.57083
- Fecha de Creación: 1953
- Administración: Servicio para la Vida Salvaje de Queensland
- Categoría IUCN: II

Véase también:
- Zonas protegidas de Queensland

- Datos: Q2483381